# Sabino (cantante)
Pablo Castañeda Amutio (Guadalajara, México, 8 de agosto de 1987), conocido como Sabino, es un cantante, compositor, diseñador y rapero mexicano.

## Biografía
El artista tuvo interés en la música desde pequeño motivado por su padre y fue así como aprendió a tocar la guitarra y la batería.
Estudió la licenciatura en diseño y se desempeñó en agencias de publicidad; sin embargo, decidió encaminar su carrera hacia la música.

## Trayectoria
El intérprete ha tenido actuaciones en festivales como el Vive Latino y la semana Billboard.
Según Milenio, se ha posicionado como uno de los mayores exponentes del género en México.
En septiembre de 2023, el intérprete
alcanzó un logro histórico al llenar el Palacio de los Deportes en dos ocasiones consecutivas. Este hito marca un momento trascendental en su carrera, convirtiéndose en el primer artista mexicano de este género en lograrlo. 
Además, el concierto será proyectado en pantalla grande por Cinemex.
Ha colaborado con artistas como Natalia Lafourcade, Caloncho, Carla Morrison, entre otros. Mientras que se inspira en artistas como Morat o Ed Maverik.
En febrero de 2025, se convirtió en el primer rapero mexicano en reunir a 60 mil personas en el Estadio GNP, en donde compartió escenario con artistas como Lng/SHT, Vanesa Zamora, Fer Casillas y Banda Los Chinos, entre otros.

### SAB HOP
Es un género inventado por el artista, en donde combina el hip-hop con matices de pop y fragmentos de su vida personal.Es una mezcla de ritmos, en donde la influencia del reggae y el rock están presentes.
Además, Sabino determinó septiembre como el MISH: mes internacional del sab hop.

## Discografía

### Álbumes
- Yo quería hacer rock (2017)
- Genaro Presenta: Este No Es el Disco (2018)
- Yin (2019)
- Yang (2021)
- Fogateras (2022)
- Perder para Ganar (2023)
- GRAN (2024)
- Sabino: En Vivo Desde El Palacio De Los Deportes (2024)

### EP's
- Poker (2012)
- Yo Quería Ser Yo (2021)